# Одиннадцатая битва при Изонцо
Одиннадцатая битва при Изонцо (18 августа 1917 — 5 октября 1917) — наступление итальянских войск в районе реки Изонцо, против австро-венгерской армии во время Первой мировой войны. Завершилось успехом итальянских армий. Наступление проводилось с целью захвата естественных горных рубежей, овладение которыми должно было обеспечить прочность фронта.

## Перед наступлением
Итальянское командование планировало задействовать в предстоящем наступлении 2-ю и 3-ю армии. Всего на фронте в 60 км, итальянцы сосредоточили 51 дивизию и 5326 орудий. Было заготовлено около 3 500 000 снарядов. Наступление было продумано, предполагались отвлекающие и сковывающие действия. Итальянцам противостояла 5-я армия под командованием Бороевича. Австрийское командование перебрасывало ещё 14 дивизий на Итальянский фронт.

## Начало наступления
19 августа итальянцы стали наводить мосты через Изонцо, но из намеченных 14 мостов удалось навести лишь 6. В тот же день итальянцы форсировав реку атаковали австро-венгерские позиции. Наступление развивалось довольно успешно: удалось продвинуться на 10 км, захватить 20 000 пленных, 125 орудий. Но из-за усталости войск и удаления тылов 29 августа наступление приостановилось.
3-я армия наступала не столь успешно, как 2-я: несмотря на поддержку с моря английских и итальянских кораблей, успехи наступавших были весьма незначительны. 4 сентября контрударом австро-венгерские войска восстановили положение.

## Завершение наступления
Далее бои принимают характер местного значения. 5 октября Одиннадцатая битва при Изонцо была завершена. Итальянцы во время битвы выпустили 5,5 миллионов артиллерийских снарядов, включая снаряды с отравляющим газом. Наступление итальянских войск поставило австрийцев в трудное положение. Австро-венгерская армия, понеся большие потери, стала морально разлагаться. Военные и политики в Вене стали опасаться, что в случае нового итальянского наступления австро-венгерская армия может попросту не выдержать.
Австро-Венгрия остро нуждалась в помощи и поддержке от союзницы-Германии.